# Твербуль
«Твербуль» — радянський художній фільм 1990 року, знятий режисерами Євгеном Аршанським і Олексієм Паперним.

## Сюжет
Усталений світ московської комунальної квартири порушує новий мешканець. І тепер нещастя слідують одне за одним. Кривава історія, що не претендує на будь-яку психологічну достовірність персонажів.

## У ролях
- Тетяна Чухальонок — тітка
- Євген Кадимський — Сліпий
- Володимир Петропавловський — двірник
- Дмитро Серебряник — Діма
- Артур Куриленко — новий мешканець
- Володимир Собкін — Сопкін, лектор
- Тетяна Іпатова — Хронь
- Ірина Знаменщикова — роль другого плану
- Володимир Піскунов — роль другого плану

## Знімальна група
- Режисери — Євген Аршанський, Олексій Паперний
- Сценаристи — Євген Аршанський, Олексій Паперний
- Оператор — Олександр Мелкумов
- Композитори — Євген Кадимський, Олексій Паперний
- Художник — Петро Пастернак